# Бойл, Джон, 5-й граф Корк
Джон Бойл, 5-й граф Корк и 5-й граф Оррери (англ. John Boyle, 5th Earl of Cork and 5th Earl of Orrery; 13 января 1707 — 16 ноября 1762) — англо-ирландский пэр и писатель, друг Джонатана Свифта.

## Биография
Родился 13 января 1707 года на Глассхаус-стрит, Лондон. Единственный сын Чарльза Бойля, 4-го графа Оррери (1674—1731) и Леди Элизабет Сесил (1687—1778), дочери Джона Сесила, 5-го графа Эксетера. Получил образование в колледже Крайст-черч Оксфордского университета, получив в 1743 году степень магистра искусств.
Член Лондонского Королевского общества с 1746 года.
В 1743 году он был одним из нескольких ведущих тори, которые общались с французским правительством через агента Фрэнсиса Семпилла, чтобы заручиться поддержкой Франции вторжения с целью восстановления линии Стюартов. Он опубликовал перевод писем Плиния Младшего в 1751 году, «Замечания о жизни и сочинениях Джонатана Свифта» в том же году и «Мемуары Роберта Кэри, 1-го графа Монмута». Его «Письма из Италии» были опубликованы в 1773 году.
28 августа 1731 года после смерти своего отца Джон Бойл унаследовал титулы 5-го графа Оррери (Пэрство Ирландии), 2-го барона Бойла из Марстона в графстве Сомерсет (Пэрство Великобритании) и 5-го лорда Бойла (Пэрство Ирландии).
3 декабря 1753 года после смерти Ричарда Бойла, 3-го графа Берлингтона (1694—1753), не оставившего после себя наследников мужского рода, Джон Бойл унаследовал титулы 5-го графа Корка (Пэрство Ирландии), 5-го виконта Бойла из Киналмики в графстве Корк (Пэрство Ирландии), 6-го виконта Дангарвана в графстве Уотерфорд (Пэрство Ирландии), 5-го лорда Бойла (Пэрство Ирландии) и 5-го барона Бэндон-Бриджа в графстве Корк (Пэрство Ирландии).
Лорд Корк скончался 23 ноября 1762 года в возрасте 55 лет в Марстон-хаусе, Фрум, Сомерсет, Англия. Он был похоронен в церкви Св. Иоанна, Фрум, Сомерсет.

## Семья
Лорд Корк был дважды женат. 9 мая 1728 года на Албемарл-стрит, Лондон, он женился первым браком на леди Генриетте Гамильтон (? — 22 августа 1732), дочери Джорджа Гамильтона, графа Оркнейских островов, и его жены Элизабет Гамильтон, урожденной Вильерс. Дети от первого брака:
- Чарльз Бойл, виконт Дангарван (27 января 1729 — 16 сентября 1759), умер раньше отца
- Гамильтон Бойл, 6-й граф Корк (3 февраля 1729 — 17 января 1764), второй сын и преемник отца.
- Леди Элизабет Бойл (7 мая 1731 — 16 января 1800), она вышла замуж за сэра Томаса Уорсли, 6-го баронета (1728—1768).

30 июня 1738 года в Дублине, Ирландия, лорд Корк вторично женился на Маргарет Гамильтон (24 июля 1710 — 24 мая 1758), дочь Джона Гамильтона из Каледона и Люси Допинг. Ей принадлежали значительные поместья в Ольстере. Дети от второго брака:
- Леди Кэтрин Агнес Бойл, незамужняя.
- Эдмунд Бойл, 7-й граф Корк (21 ноября 1742 — 6 октября 1798).
- Леди Люси Бойл (27 мая 1744 — 18 марта 1792), в 1765 году она вышла замуж за Джорджа Бинга, 4-го виконта Торингтона (1740—1812).